# Barranco de Ruiz
Barranco de Ruiz este o arie protejată (arie specială de conservare — SAC, sit de importanță comunitară — SCI) din Spania întinsă pe o suprafață de 95,3 ha, integral pe uscat.

## Localizare
Centrul sitului Barranco de Ruiz este situat la coordonatele 28°22′59″N 16°37′33″W / 28.383°N 16.6258°V.

## Înființare
Situl Barranco de Ruiz a fost declarat sit de importanță comunitară în octombrie 1999 pentru a proteja 1 specie de plante. Situl a fost protejat și ca arie specială de conservare în ianuarie 2010.

## Biodiversitate
Situată în ecoregiunea , aria protejată conține 5 habitate naturale: Pajiști macaroneziene cu vegetație endemică, Păduri de Olea și Ceratonia, Pante stâncoase silicioase cu vegetație casmofită, Tufărișuri termo-mediteraneene și de pre-deșert, Păduri macaroneziene de dafin (Laurus, Ocotea).
La baza desemnării sitului se află o specie protejată de  plante: Limonium arboreum.